# Демократичний централізм
Демократичний централізм — принцип побудови політичної партії ленінського типу.
Основні принципи демократичного централізму сформульовані Леніним у його брошурі «Що робити?» (1902), розвивають централізовано-ієрархічний принцип побудови партії і держави. Принцип демократичного централізму, як наріжний, був покладений в основний керівний документ — Статут КПРС і проіснував разом з ним до розпаду побудованого за цим принципом СРСР.

## Основні принципи
Офіційно, за Леніним, Статутом КПРС, демократичний централізм базується на чотирьох засадах:
- Виборність усіх партійних посад та органів знизу-доверху
- Звітність вищих партійних органів перед нижчими
- Партійна дисципліна — обов'язкове підпорядкування меншості рішенням більшості
- Обов'язковість виконання членами партії рішень вищих партійних органів.

## Втілення в СРСР
Леніну вдалося провести свої ідеї на ІІ з'їзді РСДРП (1903), розколоти партію на дві (більшовики та меншовики) і таким чином створити партію революціонерів-підпільників-змовників-заколотників, що строго підкорюється його авторитету вождя та дисципліні. Та поступово витіснити з керівництва більшовиків прихильників більш демократичного устрою партії.
Після приходу до влади Йосипа Сталіна розвиток і практичне втілення демократичного централізму призвело до:
- централізації (узурпації) влади у вищих керівних органах (Політбюро ЦК КПРС) та партійному апараті (партноменклатури, партійної бюрократії);
- керівництві ними нижчих органів, політичному диктаті;
- довічної (на все життя) та абсолютної влади вождя-диктатора (Йосипа Сталіна);
- повної відсутності або придушення свободи слова та критики. «Звітність» верхів низам існувала у «звітній доповіді ЦК» черговому партійному з'їзду раз у п'ять років;
- кооптації членів нижчих органів до вищих замість виборів;
- одноосібного контролю над фінансовими потоками, партійною касою;
- святості збереження партійної таємниці, яка стає навіть вищою за державну таємницю;
- а принцип «підпорядкування меншості більшості» призвів у 1930-х до повалення «старої ленінської гвардії» («більшовиків») масою нових кадрів «сталінського призиву», вигнання з партії та з держави тих, хто зробив Жовтневий переворот, показових судових процесів над ними; безсудових масових розстрілів та індивідуальних терористичних вбивств (як напр. вбивство Троцького).

Втілення на практиці та панування демократичного централізму в купі з так званою «диктатурою пролетаріату» (диктатура однієї партії — РСДРП(б)-ВКП(б)-КПРС, а точніше її керівництва та її карних органів ВЧК-ОГПУ-НКВС) стало умовою формування і важливою складовою тоталітарної держави в СРСР.
Після смерті Сталіна партія і радянська держава продовжили існування та функціонування на засадах демократичного централізму. Коротка так звана «Хрущовська політична відлига» наприкінці 1950-х—початку 1960-х рр. ознаменувалася пропагандистською тезою Микити Хрущова та ліберального крила керівництва КПРС про «порушення Сталіним норм партійної демократії» та гаслом «повернення до ленінських норм». Але ця спроба поміркованої лібералізації зазнала швидкої поразки з боку консервативної партноменклатури і реставрації сталінських принципів побудови Партії та держави.
1977 року ці принципи доповнилися новою («брежнєвською») редакцією Конституції СРСР, де головною новацією була славнозвісна Стаття 6 про центральну та керівну роль КПРС в державі. В такому вигляді політичний устрій КПРС-СРСР проіснував до його повної деградації та розпаду (див. Розпад СРСР) в 1991 р.

## Першоджерела
В. І. Ленін. Що робити? (1902) — Повне зібрання творів, 5-те видання.